# Taula de tennis taula

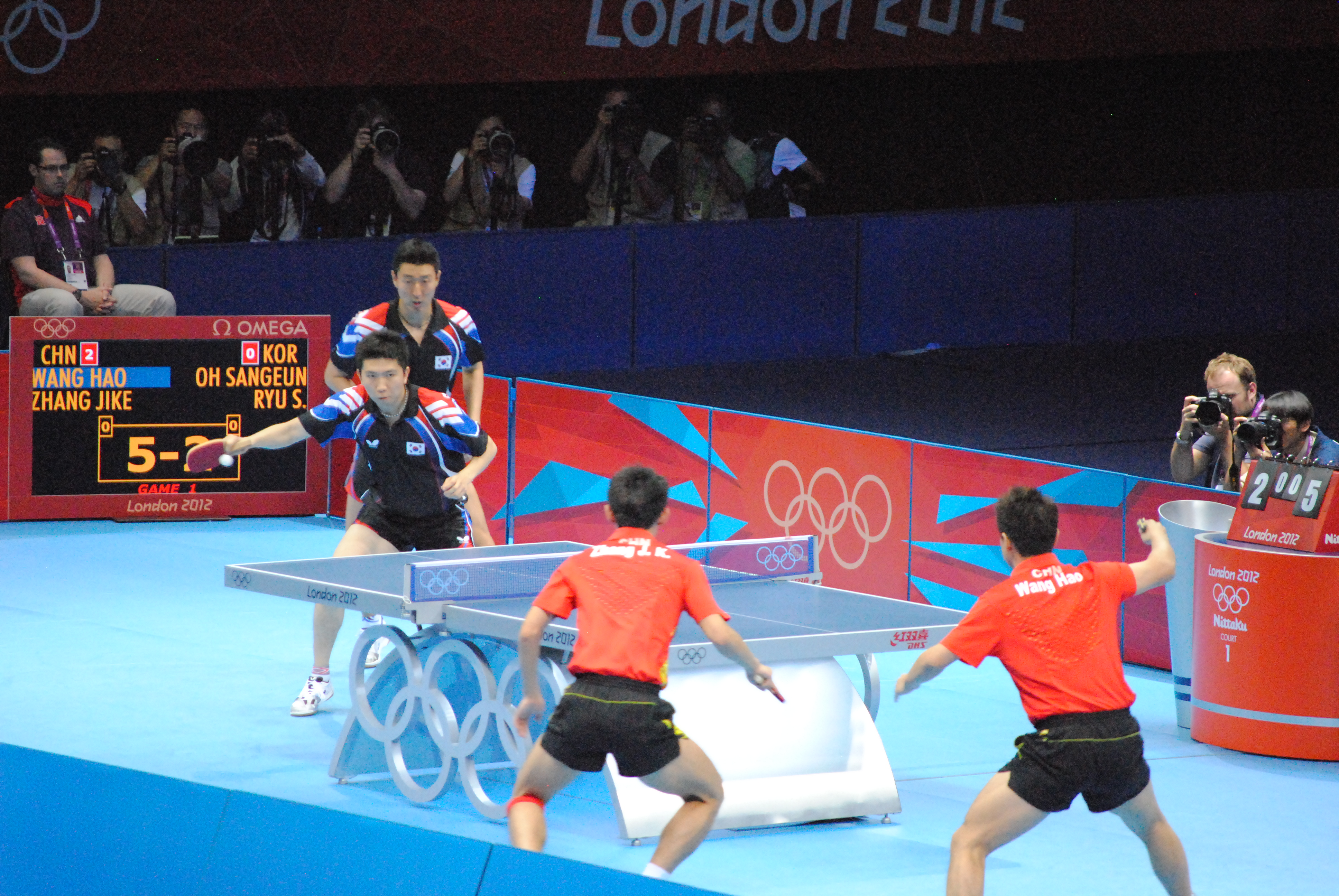

La taula de tennis taula és la que s'utilitza al joc.
La taula té 2,74 m de llarg, 1,525 m d'ample, i 76 cm d'alt amb qualsevol material continu sempre que la taula produeixi un rebot uniforme d'uns 23 cm quan una bola estàndard és llançada sobre ella des d'una alçada de 30 cm, o aproximadament 77%. La taula o superfície de joc és uniformement de color fosc i mat, dividit en dues meitats per una xarxa a 15,25 cm d'alçada. La ITTF només aprova taules de fusta o els seus derivats. De vegades, les taules de formigó amb xarxa d'acer o una partició de formigó sòlid estan disponibles fora d'espais públics, com ara parcs. (2)